# Pteroplistes
Pteroplistes is een geslacht van rechtvleugeligen uit de familie krekels (Gryllidae). De wetenschappelijke naam van dit geslacht is voor het eerst geldig gepubliceerd in 1873 door Brunner von Wattenwyl.

## Soorten
Het geslacht Pteroplistes omvat de volgende soorten:
- Pteroplistes acinaceus Saussure, 1877
- Pteroplistes borneoensis Gorochov, 2004
- Pteroplistes lagrecai Gorochov, 2004
- Pteroplistes platycleis Bolívar, 1900
- Pteroplistes platyxiphus Haan, 1842
- Pteroplistes sumatranus Gorochov, 2004